# Hurdal község
'Hurdal község egy község Norvégia Akershus megyéjében, a Romerike régió része. A község adminisztratív központja Hurdal.
Hurdal Oslótól 70 km-re, északra található, a Hurdalsjøen tó partján. A község, egyben Akershus legmagasabb pontja a Fjellsjøkampen (812 m).

## Általános információk

### Név
A község neve (óészaki nyelven Urðardalr vagy Hurðardalr) egy régi körzetnév. (A templom környékének neve Gjøing.) A név első tagja egy régi folyónév birtokos alakja (a folyót később Gjøingelvának hívták, aminek jelentése "Gjøing folyó"), feltehetően az Urð-é, aminek jelentése "köves folyó" (az urð szóból, aminek jelentése "kavics"). A második tag a dalr, melynek jelentése "völgy". 1918 előtt a község nevét Hurdalennek írták.

### Címer
A község címerét 1988-ban fogadták el. A címer egy arany lucfenyő-tobozt ábrázol, zöld mezőben.

## Történelem
Hurdalen plébániát 1838. január 1-jén alapították (lásd formannskapsdistrikt). Feiring 1870. január 1-jén lett önálló község.

## Nevezetességek
- Szent Trifon Kolostor, egy 1985-ben alapított ortodox kolostor

## Híres lakosok
- Tore Ruud Hofstad (1979) - sífutó
- Henning Stensrud (1977) - síugró
- Robert Sørlie (1958) - kutyaszánhajtó